# رنگین‌تاب دم‌سبز
رنگین‌تاب دم‌سبز (نام علمی: Galbula galbula) نام یک گونه از تیره رنگین‌تاب است.